# Rhoptrocentrus piceus
Rhoptrocentrus piceus är en stekelart som beskrevs av Marshall 1897. Rhoptrocentrus piceus ingår i släktet Rhoptrocentrus och familjen bracksteklar. Arten är reproducerande i Sverige. Inga underarter finns listade i Catalogue of Life.